# Cosmosoma notostiba
Cosmosoma notostiba là một loài bướm đêm thuộc phân họ Arctiinae, họ Erebidae.